# Üderheide
Üderheide ist ein Wohnplatz. Der Wohnplatz liegt in der Gemeinde Schorfheide, Brandenburg, Deutschland. Westlich davon befindet sich Eichhorst, östlich Werbellin und die Bundesautobahn 11, nördlich der Werbellinsee und südlich der Oder-Havel-Kanal.